# Giuseppe Bottai

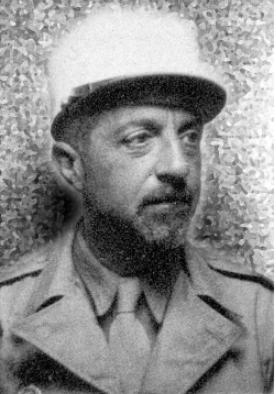
Giuseppe Bottai in 1943

Giuseppe Bottai (Rome, 3 september 1895 – Rome, 9 januari 1959 ) was een Italiaans journalist en politicus en als zodanig een van de leiders van de fascistische dictatuur in Italië.

## Loopbaan
De jonge journalist Bottai nam in oktober 1922 deel aan de mars van de zwarthemden op Rome. In de regeringen-Mussolini bekleedde hij belangrijke ministersposten als minister voor de corporaties en van onderwijs. Vervolgens was hij gouverneur van Rome en van Addis Abeba.
In juli 1943 steunde Bottai met andere leiders van het regime in de Fascistische Grote Raad een motie van Dino Grandi tegen Benito Mussolini. De Duce werd afgezet en gearresteerd, en Bottai steunde de regering van maarschalk Badoglio.
Mussolini werd echter bevrijd. In de door hem gestichte "Republiek van Salo" werden Bottai en de andere "verraders" te Verona berecht en ter dood veroordeeld. Bottai was tijdig naar Frankrijk ontkomen, waar hij dienst nam in het Vreemdelingenlegioen. In 1949 keerde hij terug naar Italië, waar hij weer als journalist werkte tot aan zijn dood.